# Babylon VI
Babylon VI of Bît-Bazi is de aanduiding van de zesde dynastie van Babylon.
Het koningshuis werd waarschijnlijk door een Arameeër gesticht in 1004 v.Chr. Hij regeerde tot 987 v.Chr. als Eulma shakin-shumi. Na hem volgden nog twee koningen, maar in 984 v.Chr. werd de dynastie van de troon gestoten door die van Babylon VII. Het is echter mogelijk dat Babylon VIII een voortzetting van Bît-Bazi was. 
In deze tijd heerste in Mesopotamië grote politieke instabiliteit door de volksverhuizing die de Arameeërs, voorheen woestijnbewoners in de bewoonde wereld gebracht had.
Babylon I · Babylon II · Babylon III · Babylon IV · Babylon V · Babylon VI · Babylon VII · Babylon VIII · Babylon IX · Babylon X · Babylon XI
Zie ook: Babylon · Geschiedenis van Babylon